# Matahoi
Matahoi (Mata Ohi) ist ein osttimoresischer Suco im Verwaltungsamt Uato-Lari (Gemeinde Viqueque). Zum Suco gehört auch der Ort Uato-Lari, der Sitz des gleichnamigen Verwaltungsamts.

## Geographie
Vor der Gebietsreform 2015 hatte Matahoi eine Fläche von 12,25 km². Nun sind es 51,21 km². Der Suco liegt im Südwesten des Verwaltungsamts Uato-Lari an der Timorsee. Südlich befindet sich der Suco Macadique de Baixo, nördlich die Sucos Afaloicai und Uaitame. Im Westen grenzt Matahoi an das Verwaltungsamt Ossu mit seinen Sucos Loi-Huno und Uabubo. Die Grenze zu Macadique bildet der Fluss Saqueto. In ihn mündet der in Matahoi entspringende Boho. Quer durch den Suco fließt der Belia, ein Nebenfluss des Bebui.
Durch den Süden führt die südliche Küstenstraße, eine der Hauptverkehrswege des Landes. An ihr liegen die größeren Siedlungen Matahois. Die größte ist Uato-Lari, der Hauptort des Verwaltungsamts. Er verfügt über eine Grundschule, eine prä-sekundäre Schule, eine Sekundärschule, eine Polizeistation, einen Hubschrauberlandeplatz und ein kommunales Gesundheitszentrum. Weitere Orte in unmittelbarer Nähe sind Matahoi, Umaquic und Buca Dalan (Buka Dalan).
Der Ort Matahoi liegt im Nordosten des Sucos, auf einer Meereshöhe von 29 m. Hier befindet sich die Grundschule Escola Primaria Matahoi.
Im Suco befinden sich die zwölf Aldeias Aele, Buca Dalan-Matahoi, Calohan-Uatulo, Dalan Los-Uanama, Iraler, Loco Loco, Mau Ciac, Mauseloc, Tatilari, Uani Uma, Uasufa und Ulusu.

## Einwohner
In Matahoi leben 4.559 Einwohner (2022), davon sind 2.261 Männer und 2.298 Frauen. Im Suco gibt es 1.066 Haushalte. Fast 86 % der Einwohner geben Makasae als ihre Muttersprache an. Fast 7 % sprechen Naueti. Sie leben hauptsächlich um den Ort Uato-Lari. 6 % sprechen Tetum Prasa und eine kleine Minderheit Tetum Terik.

## Politik
Bei den Wahlen von 2004/2005 wurde António Amaral zum Chefe de Suco gewählt und 2009 und 2016 in seinem Amt bestätigt.